# Transport a Sabadell

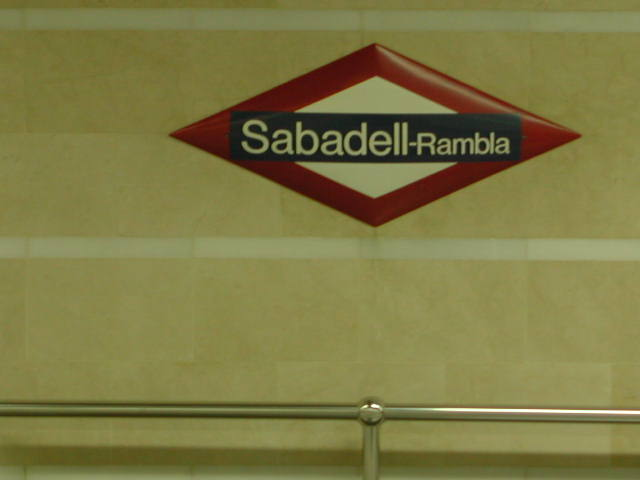
Placa identificativa de l'estació Sabadell-Rambla.

El transport públic a Sabadell (Catalunya, Espanya) és ofert per diversos serveis i empreses. La ciutat de Sabadell és una de les més grans de Catalunya i es troba a la densament urbanitzada comarca del Vallès Occidental, formant una conurbació amb localitats com Terrassa o Rubí. També forma part de l'ampli Àrea Metropolitana de Barcelona i es troba a la zona tarifària 2 de l'autoritat de transport de la ciutat, l’Autoritat del Transport Metropolità (ATM).

## Ferrocarrils de la Generalitat de Catalunya i Metro de Sabadell
FGC opera la xarxa coneguda com a Metro del Vallès, que dona servei a la majoria de municipis de la regió i que està en procés d’una important ampliació. El municipi de Sabadell, que és un dels punts terminals d’una de les línies de la xarxa, inclourà noves estacions, formant l’anomenat Metro de Sabadell.
| Nom                   | Obert          | Línies                | Observacions                           |
| Sabadell - Estació    |                | S2, Metro de Sabadell | Passarà a anomenar-se Gràcia - Can Feu |
| Sabadell - Rambla     |                | S2                    | Serà substituït pel metro              |
| Plaça Major - Centre  | En construcció | S2, Metro de Sabadell |                                        |
| Creu Alta - Eix Macià | En construcció | S2, Metro de Sabadell |                                        |
| Plaça d'Espanya       |                | S2, Metro de Sabadell | Enllaç amb Sabadell Nord               |
| Ca n'Oriac - Nord     | En construcció | S2, Metro de Sabadell |                                        |

## Renfe
| Nom                | Obert | Línies   |
| ------------------ | ----- | -------- |
| Centre de Sabadell |       |          |
| Sabadell Nord      |       | R4, Ca4b |
| Sabadell Sud       |       |          |

## Línies d'autobús
Els serveis d'autobús a Sabadell són operats per Transports Urbans de Sabadell (TUS). La xarxa consta de 13 línies.
| Nom | Termini                             |
| --- | ----------------------------------- |
| L1  | Can Deu - Estació Sud               |
| L2  | Can Deu - Estació Sud               |
| L3  | Can Deu - La Romànica               |
| L4  | Castellarnau - Poblenou             |
| L5  | Can Rull - Les Termes               |
| L6  | Can Roqueta - Can Llong             |
| L7  | La Roureda - Can Deu                |
| L8  | La Roureda - Zona Industrial        |
| L9  | Castellarnau - Estació Centre       |
| L10 | Sant Julià - Plaça Barcelona        |
| L11 | Gran Via sud - Hospital Taulí       |
| L23 | Can Roqueta - Sant Bernat           |
| L80 | La Plana del Pintor - Plaça Picasso |

## Aeroport
L'aeroport de Sabadell va ser inaugurat el 1934.